# Marie Zhao Guo
Marie Zhao Guo (婦趙郭瑪利) est une chrétienne laïque chinoise, née vers 1840, morte décapitée le 28 juillet 1900 en même temps que ses filles Rose Zhao, 22 ans, et Marie Zhao, 17 ans.
Reconnues martyres par l'Église catholique, elles sont proclamées bienheureuses par le pape Pie XII le 17 avril 1955. Elles sont ensuite proclamées saintes par le pape Jean-Paul II le 1er octobre 2000. Elles sont fêtées localement le 28 juillet, ou le 9 juillet avec le groupe des martyrs de Chine.

## Biographie
Marie ou Maria Zhao Guo, ou Maria Chao Kuo-shih, ou encore Marie Zhao Guozhi est née vers 1840 à Zhaojia, dans le comté du Wuchiao, dans la province du Hebei. Elle est chrétienne de confession catholique. Elle a deux filles célibataires, toutes deux catholiques également. L'aînée, Rose Zhao, est née vers 1878 ; elle devient catéchiste. La cadette, Marie Zhao, est née vers 1883.
Pendant la révolte des Boxers, des chrétiens sont persécutés en Chine. Le 28 juillet 1900, Marie Zhao Guo et ses deux filles, Rose alors âgée de 22 ans, et Marie, 17 ans, sont poursuivies toutes les trois par un groupe de Boxers. Elles tentent d'échapper à leurs poursuivants en sautant dans un puits et en s'y cachant. Mais les Boxers les découvrent, les sortent du puits et veulent les forcer à renier leur foi,.
Rose, la fille aînée, leur répond : « Nous avons déjà décidé que nous préférons mourir plutôt que de renier notre foi ». Puis elle se tourne vers sa mère et sa sœur, les invitant à prier Jésus, en lui demandant l'aide et la force pour préférer garder la foi plutôt que leurs vies. Un homme de leur famille, nommé Zhao Wuhai, intervient et implore les Boxers d'épargner la vie des trois femmes. Mais Rose lui dit : « Mon oncle, ne perds pas ton temps à essayer de nous sauver. Puisque nous voulons garder notre foi, nous sommes heureuses de mourir pour cela ». Puis elle dit aux Boxers que ce n'est pas un endroit convenable pour les tuer, et leur demande plutôt de le faire au cimetière, là où leurs ancêtres sont enterrés, et de les tuer plutôt là-bas.
Les Boxers emmènent les trois femmes au cimetière de la famille Zhao. Là, ils les décapitent, puis brûlent leurs têtes jusqu'à ce qu'elles soient réduites en cendres.

## Béatification et canonisation
Reconnues martyres par l'Église catholique, elles sont béatifiées par le pape Pie XII le 17 avril 1955, avec le groupe de Léon Mangin et ses compagnons.
Elles sont ensuite canonisées par le pape Jean-Paul II le 1er octobre 2000 dans la même cérémonie que les autres martyrs de Chine. Les trois saintes sont parfois appelées « Marie Zhao Guo et ses compagnes ». Elles sont fêtées le 20 ou le 28 juillet, en propre, localement, ou le 9 juillet au calendrier universel, avec le groupe des martyrs de Chine.